# コスタリカの国章
コスタリカの国章（コスタリカのこくしょう）は国家にとって必要不可欠の単一さを描写している。両側に浮かんでいる二隻の船はそれぞれカリブ海と太平洋を表しており、共にコスタリカの国境である。船は国の海運史を表してもいる。三つの山はコスタリカの三つの主要な山脈(左から順に、タラマンカ山脈、セントラル山脈、グアナカステ山脈)を表しており、国に関係ある二つの海(手前がカリブ海、山の向こう側が太平洋)の大部分の位置をも見せてもいる。現在の国章は七つの星があり、それらはコスタ・リカの七つの州を表している。白い帯に半分隠れている植物はヤシである。側方では小さな黄金のビーズをみることができる。これらはコスタ・リカにとって長らく国の主要作物であり、輸出品だったコーヒーを表している。コスタリカだからこそそれらは黄金なのであり、コーヒーは時折 "El Grano de Oro"（黄金のビード）と言われる。なお、最下部の5つの点は十字架である。上部の紋章はより古く、五つの星は19世紀初めに中央アメリカ連合州として国家が誕生した時のことを表している。コスタリカのデザインは中央アメリカ連邦の古い国章を変更したのである。国名は盾の頂上の白い帯に書かれ、それより上のまた別の青い巻物には "America Central"（中央アメリカ）とある。

## 歴代の国章

1823年-1824年の国章
1824年-1840年の国章
1840年-1842年の国章
1842年-1848年の国章
1848年-1906年の国章
1906年-1964年の国章
1964年-1998年の国章